# Norfloxacina
La  norfloxacina (nella fase sperimentale conosciuta con la sigla AM-715) è una molecola che appartiene alla classe dei chinoloni di seconda generazione a cui appartengono i fluorochinoloni. Viene solitamente impiegata nel trattamento delle infezioni delle vie urinarie e delle prostatiti. In alcuni paesi la molecola è commercializzata come sale pivoxil.
Con l'uso, nella pratica clinica sono state messe in evidenza numerose resistenze all'azione del farmaco.

## Caratteristiche strutturali e fisiche
Il composto si presenta come una polvere cristallina igroscopica, di colore biancastro tendente al giallo pallido. Facilmente solubile nell'acido acetico glaciale, solo lievemente solubile in acqua, etanolo e metanolo e acetone, scarsamente solubile in cloroformio; praticamente insolubile in etere. Il punto di fusione è pari a circa 221 °C.

## Farmacodinamica
La molecola è dotata di un ampio spettro di azione, assai simile a quello della ciprofloxacina, e risulta molto efficace nei confronti di svariati batteri Gram–positivi e Gram–negativi. Come tutti i chinoloni la norfloxacina agisce inibendo in modo selettivo i due tipi di enzima topoisomerasi, la DNA–girasi (conosciuta anche come topoisomerasi II) e la topoisomerasi IV.
Questi enzimi sono fondamentali per la cellula batterica, in particolare per i processi di duplicazione, trascrizione e riparazione dell'acido deossiribonucleico (DNA) nei batteri. La topoisomerasi IV agisce separando la caratteristica doppia catene di DNA che deve essere replicato (cioè duplicato), prima della divisione cellulare batterica. Il suo blocco comporta la mancata separazione del DNA e pertanto il processo di replicazione dello stesso viene interrotto. Il batterio, quindi, non può più dividersi e replicarsi. La DNA girasi, d'altra parte, è responsabile del superavvolgimento del DNA: quest'ultimo processo è cruciale affinché la molecola possa essere fatta rientrare nelle cellule di nuova formazione. Il blocco di entrambi i meccanismi porta quindi alla morte del batterio.
La norfloxacina è attiva principalmente sui seguenti batteri: Aeromonas hydrophila, Klebsiella pneumoniae, Proteus mirabilis, Proteus vulgaris, Providencia rettgeri, Salmonella, Shigella flexneri.

## Farmacocinetica
La norfloxacina viene assorbita rapidamente dopo somministrazione per os. La biodisponibilità si aggira intorno al 30-40%. Dopo assunzione di 400 mg la concentrazione plasmatica massima (Cmax) è pari a 1.5 µg/mL e viene raggiunta a distanza di circa un'ora dall'assunzione.
Nell'organismo la norfloxacina è metabolizzata ad opera del fegato e del rene. L'emivita plasmatica è pari a 3–4 ore e non appare essere dose–dipendente. Lo steady-state viene ottenuto dopo circa due giorni dall'assunzione delle dosi. La molecola viene eliminata dall'organismo attraverso le feci per una quota pari al 30% circa, ma soprattutto grazie all'escrezione renale sia attraverso la filtrazione glomerulare che la secrezione tubulare.
Entro 24 ore dall'assunzione di una singola dose una percentuale variabile tra il 26 ed il 32% di norfloxacina viene ritrovata a livello delle urine in forma immodificata. A ciò si aggiunge un ulteriore 5-8% che viene eliminato come metaboliti attivi (sei diversi tipi) caratterizzati da una potenza antimicrobica decisamente inferiore. In volontari sani le concentrazioni urinarie raggiungono valori medi di circa 200 mcg/ml e rimangono a livelli battericidi per almeno 12 ore.
La biodisponibilità del farmaco in soggetti con insufficienza renale di grado lieve (clearance della creatinina minore di 80 ml/min) o moderato (clearance della creatinina tra 30-50 ml/min) è simile a quella dei volontari sani. Invece in caso di riduzione della clearance della creatinina a meno di 30 ml/min/1,73 m² (insufficienza renale severa) l'eliminazione renale del chinolone diminuisce significativamente. L'emivita sierica efficace è di circa 8 ore. 
Il legame con le proteine plasmatiche è inferiore al 15%.

## Usi clinici
Il farmaco trova indicazione nel trattamento di infezioni da batteri Gram negativi e particolarmente nelle infezioni non complicate del tratto urinario (cistite acuta compresa), nelle gastroenteriti batteriche, nella gonorrea uretrale e della cervice uterina (anche se molti esperti ritengono questa indicazione ormai superata a causa dell'insorgenza di una elevata resistenza batterica in diversi paesi). Vi si ricorre inoltre per il trattamento della prostatite dovuta a Escherichia coli.
Norfloxacina non è invece efficace per la terapia della sifilide. Essendo utilizzata ad elevato dosaggio e per brevi periodi nel trattamento della gonorrea, è opportuno avere presente che l'antibiotico potrebbe mascherare o ritardare l'esordio di sintomi di una sifilide in fase di incubazione.
Anche la norfloxacina, come altri chinoloni, è stata utilizzata per il trattamento del tifo addominale e della febbre paratifoide, ma è interessante notare che questa molecola si è dimostrata clinicamente meno efficace di altri fluorchinoloni.

## Effetti collaterali e indesiderati
In generale, i fluorochinoloni sono ben tollerati, e la maggior parte degli effetti collaterali segnalati è di tipo lieve o moderato, anche se, occasionalmente, si debbono registrare gravi effetti avversi. Si deve comunque ricordare che il tasso globale di eventi indesiderati nei pazienti trattati con fluorochinoloni è più o meno simile a quello osservato in soggetti trattati con altre classi di antibiotici.
In uno studio dei Centers for Disease Control (CDC) degli Stati Uniti è stato osservato come i pazienti trattati con fluorochinoloni possono sperimentare eventi avversi abbastanza grave da condurli ad una visita di pronto soccorso più frequentemente rispetto a soggetti trattati con cefalosporine o macrolidi, ma meno frequentemente rispetto a quelli trattati con penicilline, clindamicina, sulfamidici, o vancomicina.
Nel corso del trattamento sono stati segnalati disturbi a carico dell'apparato gastrointestinale (dispepsia, nausea e vomito, secchezza delle fauci, stipsi e talvolta diarrea, dolore e crampi addominali, flatulenza, bruciore e dolore allo stomaco.
In alcuni casi è stata segnalata la comparsa di pancreatite e di patologie epatobiliari comprendenti ittero colestatico ed epatite.
Altri disturbi possono verificarsi a carico della cute e del tessuto sottocutaneo (prurito, rash cutaneo, fotosensibilità, orticaria, sindrome di Stevens–Johnson, necrolisi epidermica tossica).
Nella fase di sorveglianza post-marketing anche per questa molecola si sono evidenziati gli effetti avversi propri di altre molecole appartenenti alla classe degli antibioitico di tipo fluorchinolonico.
Tra questi, in particolare, i disturbi a carico dei tendini e le esacerbazioni dei sintomi della miastenia grave, queste ultime possono raramente associarsi ad un indebolimento potenzialmente letale dei muscoli respiratori.
Le forme più gravi di tendinopatia associate con l'uso di fluorchinoloni consistono nella rottura di tendini, che per la maggior parte dei casi coinvolgono il tendine di Achille. I giovani in genere riprendono abbastanza rapidamente e completamente, ma è possibile un'invalidità permanente, che è più probabile nei pazienti più anziani.

## Controindicazioni
Il composto è controindicato in soggetti con ipersensibilità nota al principio attivo, ad altri fluorchinoloni, oppure ad uno qualsiasi degli eccipienti contenuti nella formulazione farmacetica. La norfloxacina non deve essere utilizzata da soggetti con storia personale o familiare di convulsioni o che presentano fattori noti per predisporre ad attacchi epilettici.

## Dosi terapeutiche
La norfloxacina nei soggetti adulti viene somministrata per via orale almeno un'ora prima di assumere un pasto. Nelle infezioni delle vie urinarie la dose usuale è pari a 400 mg, ogni 12 ore, per un periodo di trattamento variabile da 3 a 10 giorni.
Il trattamento nelle infezioni recidivanti del tratto urinario può richiedere periodi di trattamento particolarmente prolungati (fino a 12 settimane). Nei soggetti affetti da prostatite batterica il trattamento prevede sempre l'assunzione di 400 mg, ogni 12 ore, ma per un periodo continuativo di 28 giorni.
Nel trattamento della gonorrea non complicata il dosaggio standard è pari a 800 mg in singola dose orale. 
La dose di norfloxacina deve essere ridotta in caso di grave insufficienza renale (clearance della creatinina inferiore a 30 mL/minuto); Nel caso di infezione del tratto urinario la dose si riduce a 400 mg una sola volta al giorno.

## Interazioni
- Teofillina: la contemporanea somministrazione di norfloxacina e teofillina comporta una riduzione dell'eliminazione della xantina. Per questo motivo la dose della teofillina dovrebbe essere ridotta.[22][23][24]
- Anticoagulanti orali (acenocumarolo, warfarin): la contemporanea assunzione con norfloxacina può comportare un aumentato effetto dell'anticoagulante orale. In questo caso si deve pertanto monitorare con grande attenzione il tempo di protrombina (PT).[25]
- Antiacidi a base di alluminio e magnesio, ranitidina, sucralfato, composti contenenti ferro e calcio: la contemporanea somministrazione con norfloxacina può comportare una marcata riduzione dell'assorbimento gastroenterico dell'antibiotico con conseguente diminuzione dell'efficacia.[26][27][28]